# Nerophis ophidion
Il Nerophis ophidion, noto in italiano come pesce ago sottile, è un pesce osseo marino della famiglia Syngnathidae.

## Distribuzione e habitat
Questo pesciolino è diffuso nel mar Mediterraneo, nel mar Nero e nell'Oceano Atlantico orientale tra il Marocco e la Norvegia meridionale.
Si trova solo in acque molto basse su fondali ricchi di vegetazione, in particolare si incontra molto spesso nei prati di Zostera noltii  ma si trova anche sugli scogli coperti di alghe, lungo i moli dei porti e anche nei pressi delle foci.

## Descrizione
Molto simile al pesce ago maculato, anch'esso ha corpo sottilissimo ed è privo di tutte le pinne tranne della pinna dorsale ma ha il muso più spesso e non rivolto in alto e la pinna dorsale più breve.
Il colore è variabilissimo, spesso verde negli esemplari di prateria e bruno negli altri. Il corpo delle femmine è percorso da linee da azzurrognole a blu vivo.
Misura fino a 30 cm (eccezionalmente), le femmine sono più grandi. Lo spessore del corpo non supera gli 0,5 cm.

## Biologia
Passa il suo tempo in acque profonde pochi cm (al massimo 10 metri), nella vegetazione fitta dove sta con la coda aggrappata agli appigli come i cavallucci marini.

### Riproduzione
In questa specie, come in molti signatidi, il rapporto tra i sessi pare quasi invertito, la femmina è più grande, più colorata e guida il corteggiamento. Il maschio porta le uova in un solco sul ventre fino alla schiusa. L'accoppiamento avviene all'inizio dell'estate. Le uova hanno forma irregolare. Gli avannotti sono normalmente dotati di pinne pari e impari.

## Pesca
Si può catturare per caso con i retini per i gamberetti di scoglio e non è commestibile.